# یوکی شیکاما
یوکی شیکاما (ژاپنی: 色摩 雄貴؛ زادهٔ ۱ اکتبر ۱۹۹۷) یک بازیکن فوتبال اهل ژاپن است.
از باشگاه‌هایی که در آن بازی کرده‌است می‌توان به باشگاه فوتبال ایواته گرولا موریوکا اشاره کرد.